# Edgardo Omar Albertó
Edgardo Omar Albertó (Buenos Aires, 1960) es un micólogo argentino. Es miembro de la Carrera del Investigador Científico del Consejo Nacional de Investigaciones Científicas y Técnicas de Argentina (CONICET), Profesor Adjunto de la Universidad Nacional de General San Martín, y Director del laboratorio de Micología y Cultivo de hongos Comestibles del IIB-INTECH.
Obtuvo su titulación de Doctor de la Universidad de Buenos Aires en el área de Ciencias Biológicas en 1995.

## Algunas publicaciones
- LECHNER, BE, JE WRIGHT, EO ALBERTÓ. 2005. The genus Pleurotus in Argentina: mating tests. Sydowia 57 ( 2): 233 - 245. ISSN 0082598
- ALBERTÓ, EO; A SANNAZZARO, AB MENÉNDEZ, F PIECKENSTAIN, OA RUIZ, CL ALVAREZ. 2004. Ornithine and arginine decarboxylase activities and effect os some polyamine biosíntesis inhibitors on Gigaspora rosea germinating spores. Fems Microbiology Letters 230: 115 - 121. ISBN 0378097
- ----; ----, OA RUIZ, AB MENÉNDEZ. 2004. Presence of different arbuscular mycorrhizal infection patterns in roots of Lotus glaber plants growing in the Salado River basin. Mycorrhiza 14 ( 2 ): 139 - 142. ISBN 0940360
- ----; BE LECHNER, JE WRIGHT. 2004. The genus Pleurotus in Argentina. Mycologia 96 ( 4 ): 849 - 857
- ----; RH PETERSEN, BE LECHNER. 2003. Pleurotus araucariicola is Pleurotus pulmonarius. Mycotaxon 86 :425 - 431. ISSN/ISBN 0093666
- LECHNER, BE; RH PETERSEN, M RAJCHENBERG, EO ALBERTÓ. 2002. Presence of Pleurotus ostreatus in Patagonia, Argentina. Revista Iberoamericana de Micología. Barcelona 19 : 111 - 114
- ALBERTÓ, EO; RH PETERSEN, KW HUGHES, BE LECHNER. 2001. Miscellaneous notes on Pleurotus. Persoonia. Leiden - Países Bajos: 18 : 55 - 69
- ----; A SANNAZZARO, G MORENO. 2000. Agaricus Heinemanii a new species from Argentina. Micologia e Vegetazione Mediterranea 15 ( 1 ) : 71 - 78
- ----. 2000. El género Agaricus en la provincia de Buenos Aires (Argentina). II. Sección Arvenses. Boletín de la Sociedad Micológica de Madrid 24 : 23 - 36
- LECHNER, BE; EO ALBERTÓ. 2000. Pleurotus lindquistii is a lentinus. Mycotaxon 76 : 97 - 104
- PIECKENSTAIN, F: OA MERCURI, EO ALBERTÓ. 1999. Mevinolin in naturally occurring specimens of Pleurotus cornucopiae. Micología Neotropical Aplicada 12 : 1 - 7

- La abreviatura «Albertó» se emplea para indicar a Edgardo Omar Albertó como autoridad en la descripción y clasificación científica de los vegetales.[2]